# 鳢尾孢虫
鳢尾孢虫（学名：Henneguya ophiocephali）为尾孢科尾孢虫属的动物。分布于俄罗斯、印度以及广东、辽宁、浙江、黑龙江流域等，营寄生生活，寄生在鳃（乌鳢、纹鳢）、鳔（乌鳢、 纹鳢）、后肠（乌鳢）、鳃盖骨、鳃弓（纹鳢）。